# 酸化セリウム(III)
酸化セリウム(III)は希土類金属であるセリウムの酸化物。化学式はCe2O3で黄金色をしている。

## 用途

### エンジンと排ガス触媒
自動車からの排ガス中のCO排出を最小限に抑えるための触媒コンバーターとして使用される。
酸素が不足すると酸化セリウム(IV)が一酸化炭素により酸化セリウム(III)に還元される。
2 CeO2 + CO → Ce2O3 + CO2
酸素が過剰になると過程が逆になり酸化セリウム(III)が酸化セリウム(IV)に酸化される。
2 Ce2O3 + O2 → 4 CeO2
酸化セリウム(III)の自動車での主要な用途はCO及びNOxの排ガスを酸化するための触媒コンバーターであり、第2にディーゼル燃料の燃料添加物としての用途が見出される。添加の結果燃料効率が向上し、炭化水素に由来する粒子状物質の排出量が減少する。しかし酸化セリウムを含むエンジンの排ガスの健康に対する影響は研究と論争の対象になっている。

### 水分解
酸化セリウム(IV)–酸化セリウム(III)サイクルまたはCeO2/Ce2O3サイクルは水素製造用の酸化セリウム(IV)と酸化セリウム(III)に基づく2段階の熱化学水分解過程である。

### フォトルミネセンス
酸化セリウム(III)と酸化スズ(II)(SnO)をセラミック固化し組み合わせたものはUV光の照射に使用される。これは320nmの波長の光を吸収し、412nmの波長の光を放出する。この酸化セリウム(III)と酸化スズ(II)の組み合わせは珍しく、実験室規模では得るのに困難を伴う。

## 製造
約1,400 °C (2,550 °F)で水素による酸化セリウム(IV)の還元により生成される。この方法で生成された試料は室温でゆっくり空気酸化されて二酸化物に戻る。 